# Саммит НАТО в Гааге (2025)

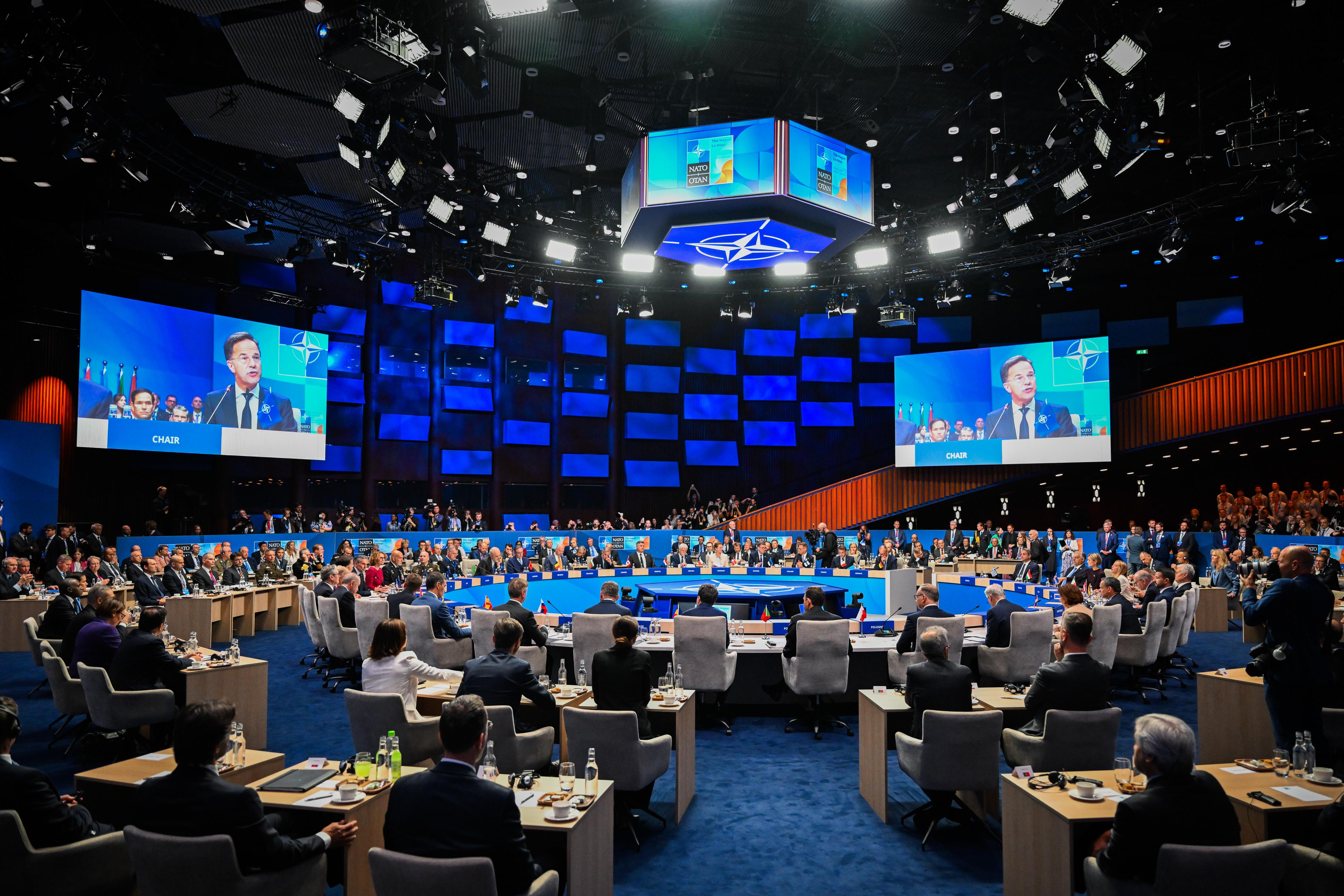
Рабочая сессия утром 25 июня 2025 года

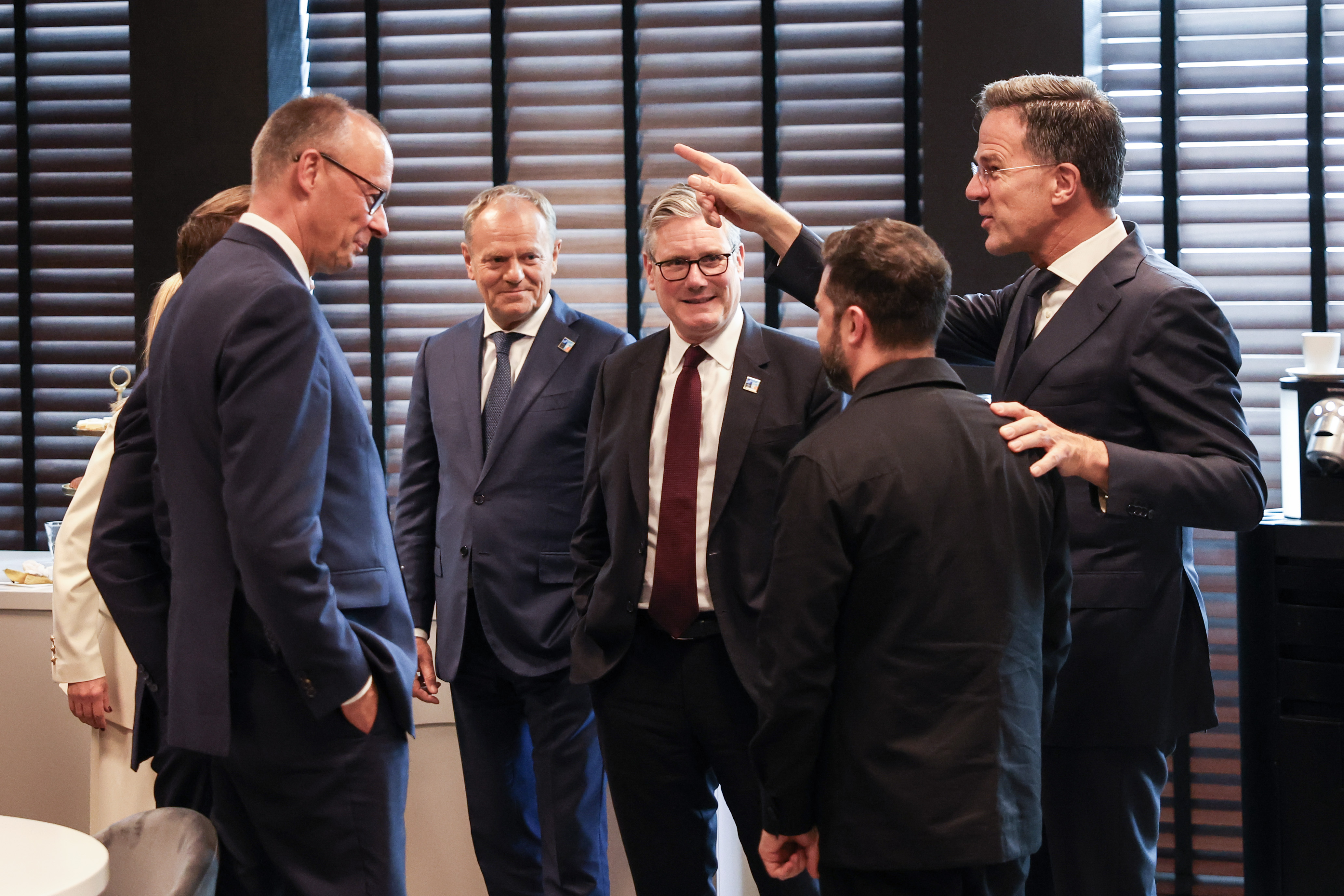
Встреча лидеров Альянса с Владимиром Зеленским в кулуарах саммита (25 июня 2025)

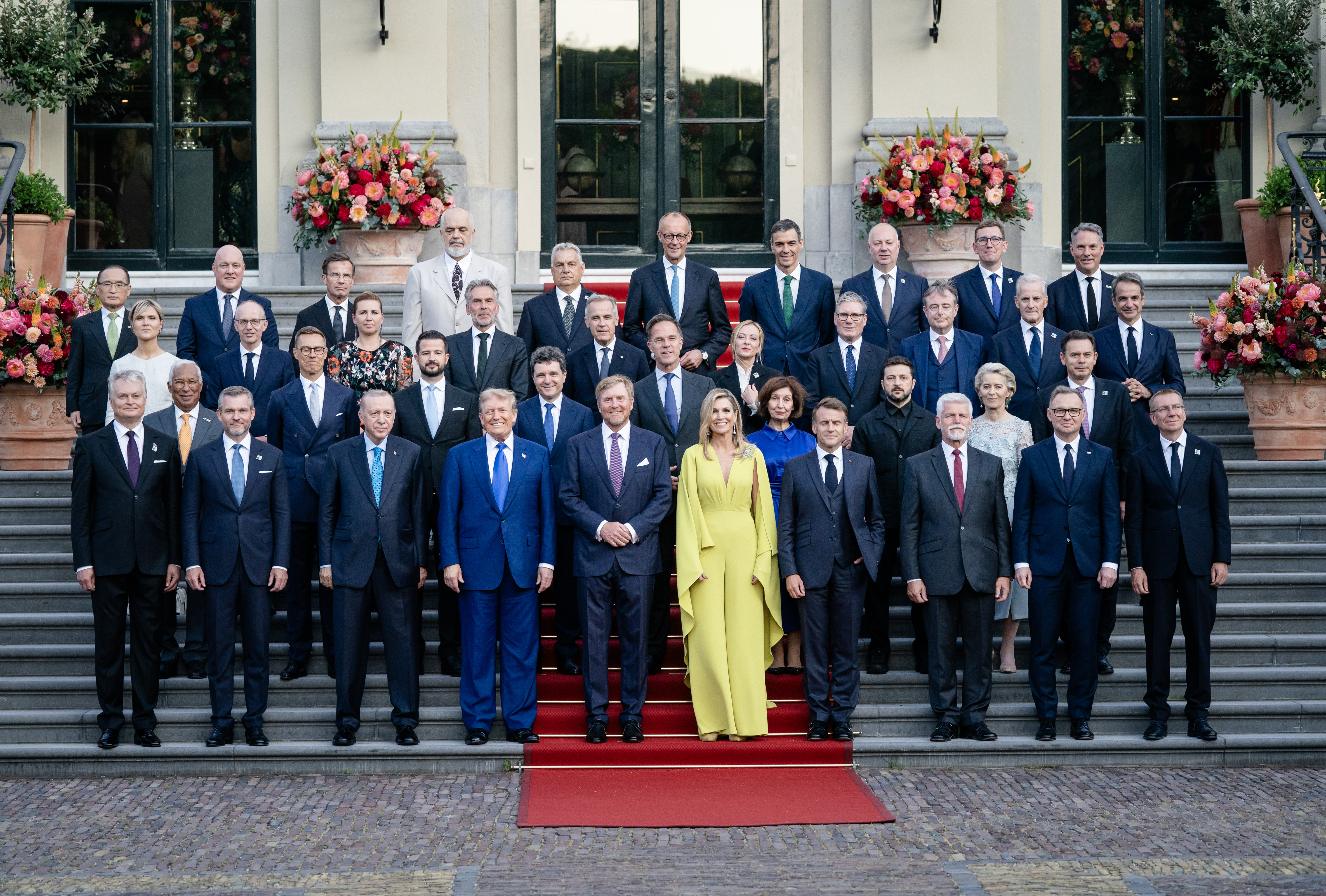
Участники саммита в гостях у короля Нидерландов во дворце Хёйс-тен-Бос

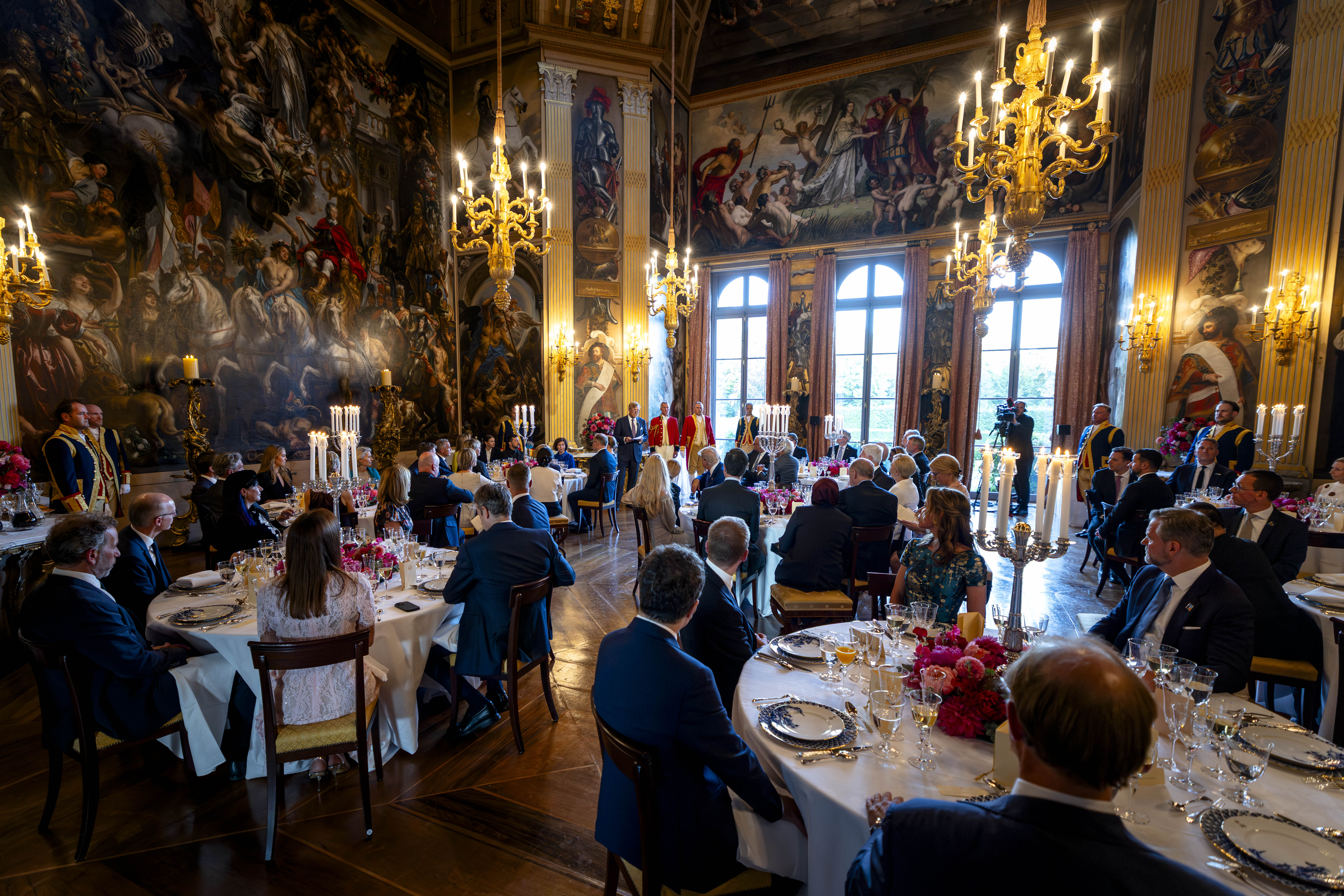
Званый ужин в Оранжевой гостиной королевского дворца (24 июня 2025)

Саммит НАТО в Гааге — очередной саммит объединений и государств Организации Североатлантического договора (NATO — OTAN), проходивший с 24 по 25 июня 2025 года в Гааге.

## Организация
На саммите 2023 года в Вильнюсе было решено, что Нидерланды проведут саммит 2025 года, и это станет первым случаем проведения саммита НАТО в этой стране. Точная дата и место проведения Всемирного форума в Гааге были объявлены покидающим свой пост генеральным секретарем НАТО Йенсом Столтенбергом в мае 2024 года. Последней крупной дипломатической конференцией, проведённой в Гааге, был Саммит по ядерной безопасности 2014 года, и этот город был выбран вместо Роттердама, Апелдорна и Маастрихта. Мероприятие собрало 8500 посетителей, из которых 6000 члены делегаций, и стоило 95 миллионов евро.

## Участники
Участниками саммита были делегации 32 стран-членов Североатлантического альянса, также приглашены политические лидеры союзников альянса:
| Объединение и государство | Глава делегации             |
| ------------------------- | --------------------------- |
| НАТО                      | Марк Рютте                  |
| ЕС                        | Урсула фон дер Ляйен        |
| Албания                   | Эди Рама                    |
| Бельгия                   | Барт Де Вевер               |
| Болгария                  | Розен Желязков              |
| Канады                    | Марк Карни                  |
| Хорватия                  | Зоран Миланович             |
| Дания                     | Метте Фредериксен           |
| Эстония                   | Кристен Михал               |
| Финляндия                 | Александр Стубб             |
| Германия                  | Фридрих Мерц                |
| Франция                   | Эммануэль Макрон            |
| Греция                    | Кириакос Мицотакис          |
| Венгрия                   | Виктор Орбан                |
| Исландия                  | Криструн Фростадоттир       |
| Чехия                     | Петр Павел                  |
| Италия                    | Джорджия Мелони             |
| Латвия                    | Эдгарс Ринкевичс            |
| Литва                     | Гитанас Науседа             |
| Люксембург                | Люк Фриден                  |
| Черногория                | Яков Милатович              |
| Нидерланды                | Дик Схоф                    |
| Северная Македония        | Гордана Силяновская-Давкова |
| Португалия                | Луиш Монтенегру             |
| Норвегия                  | Йонас Гар Стёре             |
| Польша                    | Анджей Дуда                 |
| Румыния                   | Никушор Дан                 |
| Словения                  | Роберт Голоб                |
| Словакия                  | Петер Пеллегрини            |
| Испания                   | Педро Санчес                |
| Турция                    | Реджеп Тайип Эрдоган        |
| Великобритания            | Кейр Стармер                |
| США                       | Дональд Трамп               |
| Украина                   | Владимир Зеленский          |
| Австралия                 | не пришли                   |
| Япония                    | не пришли                   |
| Южная Корея               | не пришли                   |
| Новая Зеландия            | Кристофер Лаксон            |

## Тема саммита
Главной темой саммита обозначена дискуссия о повышении военных расходов стран-участников до 5 % ВВП.

## Заключительная декларация
Саммит завершился принятием заключительной декларации включающей следующие пункты:
- Все государства-члены согласны с новым целевым показателем расходов на оборону в размере 5 % ВВП[6];
- Государства-члены подтверждают «непоколебимую приверженность» статье 5[7];
- НАТО обязуется продолжать оказывать поддержку Украине[8] : « Союзники подтверждают свои неизменные суверенные обязательства по оказанию поддержки Украине, безопасность которой способствует нашей безопасности, и с этой целью будут делать прямые взносы в оборону Украины и её оборонную промышленность при расчете оборонных расходов союзников»[9];
- Россия представляет собой долгосрочную угрозу альянсу[10];
- Следующий саммит НАТО пройдет в Турции[11].